# Ethyndiol
Ethyndiol, of acethyleendiol, is een organische verbinding met de formule {\displaystyle {\ce {C2H2O2}}}, of met meer nadruk op de structuur: {\displaystyle {\ce {HO-C#C-OH}}}. In vaste/vloeibare toestand is het een instabiele verbinding, zijn tautomeer glyoxal, {\displaystyle {\ce {(CHO)2}}} is wel bekend.

## Aantonen van ethyndiol
Ethyndiol is voor het eerst aangetoond in de gasfase tijdens massaspectrometrische bepalingen. De verbinding werd later verkregen via de fotodissociatie van kwadraatzuur in een vaste argon matrix bij 10 K.

## Derivaten

### Alkoxides
Hoewel het diol zelf in geconcentreerde of pure vorm slechts een zeer vluchtig bestaan heeft, zijn zouten van het ethynolaat-dianion, {\displaystyle {\ce {^{-}O-C#C-O^{-}}}} wel als stabiele stoffen bekend. Deze organometaalverbindingen, met name de alkoxides, zijn theoretisch afgeleid van ethyndiol via het afstaan van twee H+-ionen, hoewel ze normaal gesproken niet op deze manier gesynthetiseerd worden.
De standaard syntheseroute voor deze verbindingen verloopt via de reductie van koolstofmonoxide. Kaliumethyndiolaat, {\displaystyle {\ce {KO-C#C-OK}}}, werd in 1834 voor het eerst bereid door Liebig in een reactie van metallisch kalium met koolstofmonoxide. Gezien de analysetechnieken van die tijd was wel de verhoudingsformule, {\displaystyle {\ce {KCO}}} te bepalen, maar het aantal keren dat deze eenheid in het molecuul voorkwam bleef lange tijd een vraag. In de volgende 130 jaar werden "carbonylen" beschreven van natrium (Johannis, 1893), barium (Gunz and Mentrel, 1903), strontium (Roederer, 1906), lithium, rubidium en caesium (Pearson, 1933). In 1963 werd uiteindelijk aangetoond dat de reactie kalium met koolmonoxide een mengsel opleverde van {\displaystyle {\ce {K2C2O2}}} (kaliumethyndiolaat) en {\displaystyle {\ce {K6C6O6}}} (kaliumbenzeenhexolaat).
Ethyndiolaten kunnen ook verkregen worden via de snelle reactie van koolstofmonoxide en een oplossing van het gewenst metaal in vloeibare ammoniak.
Kaliumethyndiolaat is een bleek-gele vaste stof die explosief reageert met lucht, halogenen, gehalogeneerde koolwaterstoffen, alcoholen, water, en eigenlijk elke stof die over een zuur waterstof-atoom beschikt.

### Complexen
Ethyndiol kan optreden als ligand in complexen, zoals {\displaystyle {\ce {\{TaH[HOC#COH][dmpe]2Cl\}^{+}Cl^{-}}}}  , dmpe staat hier voor 1,2-bis(dimethylfosfano)ethaan.
Ethyndiolaat en verwante anionen als {\displaystyle {\ce {C3O3^{2-}}}} (deltaat) en {\displaystyle {\ce {C4O4^{2-}}}} squaraat zijn onder milde omstandigheden gesynthetiseerd via reductieve koppeling van {\displaystyle {\ce {CO}}}-liganden in organouranium-complexen.

### Ethers
Hoewel, opnieuw, practisch niet afgeleid van ethyndiol, is ook de groep di-ethers vertegenwoordigd: voorbeelden zijn {\displaystyle {\ce {(CH3)2CH-O-C#C-O-CH(CH3)2}}} (di-iso-propoxyethyn) en {\displaystyle {\ce {(CH3)3C-O-C#C-O-C(CH3)3}}} (di-tert-butoxyethyn).